# Новая улица (Чернигов)
Новая улица (укр. Нова вулиця) — улица в Деснянском районе города Чернигова. Пролегает от улицы Подвальная до улицы 1-я набережная, исторически сложившаяся местность (район) Кавказ.
Примыкают улицы Деснянская, Крайняя.

## История
Нет точно даты, когда улица была проложена. Есть основания, что улица возникла после Воссоединения Украины с Россией в 1654 году, когда здесь размещался гарнизон московской заставы. Земля была подарена царскими грамотами жителям города как выгон для выпаса скота (быдла), по этому улицу называли Быдлогонной, а позже — Выгонной. Со временем земли Московской слободки дума сдавала в аренду, а 16 ноября 1894 года приняла решение продавать арендованные и свободные участки желающим. В 1919 году — в ходе первого переименования улиц советской властью — улица получила современное название Новая.
После вхождения в черту города Чернигова села Масаны в декабре 1973 года, появилась ещё одна Новая улица, которая в апреле 1974 года была переименована на улицу Земнухова.

## Застройка
Улица пролегает под мысом, где расположен Черниговский детинец, в южном направлении к реке Десна: к пешеходному мосту через реку Десна. Улица расположена в пойме реки Десна. Парная и непарная стороны заняты усадебной застройкой. В начале улицы сохранилась застройка конца 18 — 19 веков. Во время паводков затапливается. 
Есть ряд значимых и рядовых исторических зданий, что не являются памятниками архитектуры или истории: усадебные дома №№ 2/11, 4 А, 4, 6, 7, 7 Б, 7 В, 7 Ж, 7 З, 8, 10 А, 10 Б, 12, 16, 17, 18.